# Quận Fulton, Arkansas
Quận Fulton là một quận thuộc tiểu bang Arkansas, Hoa Kỳ.
Quận này được đặt tên theo William Fulton, thống đốc cuối của lãnh thổ Arkansas. Theo điều tra dân số của Cục điều tra dân số Hoa Kỳ năm 2000, quận có dân số 11.642 người. Quận lỵ đóng ở Salem.6 Đây là một quận cấm rượu hay quận khô.

## Địa lý
Theo Cục điều tra dân số Hoa Kỳ, quận có diện tích 1607 km2, trong đó có 6 km2 là diện tích mặt nước.

### Các xa lộ chính
- U.S. Highway 62
- U.S. Highway 63
- U.S. Highway 412
- Highway 9
- Highway 87

### Quận giáp ranh
- Ozark, Missouri (tây bắc)
- Howell, Missouri (bắc)
- Oregon, Missouri (đông bắc)
- Quận Sharp (đông)
- Quận Izard (nam)
- Quận Baxter (tây)